# Уравнение Грэда — Шафранова
Уравнение Грэда — Шафранова — уравнение равновесия плазмы в токамаке. Это уравнение получено В. Д. Шафрановым в 1957 году и независимо Г. Грэдом и Г. Рубиным в 1958.
В цилиндрических координатах оно имеет вид:
{\displaystyle r^{2}\mathrm {div} \left({\frac {1}{r^{2}}}\nabla \Psi \right)=-r^{2}\mu _{0}\cdot p^{\prime }(\Psi )-{\frac {\mu _{0}^{2}}{4\pi ^{2}}}F(\Psi )\cdot F^{\prime }(\Psi )},
или
{\displaystyle {\frac {\partial ^{2}\Psi }{\partial r^{2}}}-{\frac {1}{r}}{\frac {\partial \Psi }{\partial r}}+{\frac {\partial ^{2}\Psi }{\partial z^{2}}}=-r^{2}\mu _{0}\cdot {\frac {dp}{d\Psi }}-{\frac {\mu _{0}^{2}}{4\pi ^{2}}}F(\Psi )\cdot {\frac {dF}{d\Psi }}},
где:
- {\displaystyle \Psi } — магнитный поток через внешнюю полоидальную перегородку;
- {\displaystyle F} — полоидальный ток;
- {\displaystyle p} — давление плазмы;
- {\displaystyle \mu _{0}} — магнитная постоянная.

Индукция магнитного поля:
{\displaystyle {\vec {B}}={\frac {\mu _{0}\cdot F}{2\pi r}}{\vec {e}}_{\varphi }+{\frac {\nabla \Psi \times {\vec {e}}_{\varphi }}{r}}}
Плотность тока:
{\displaystyle {\vec {j}}={\frac {1}{2\pi }}{\frac {dF}{d\Psi }}{\vec {B}}+{\frac {dp}{d\Psi }}r\cdot {\vec {e}}_{\varphi }}